# Aaron Clapham
Aaron Clapham, född den 15 januari 1987 i Christchurch, Nya Zeeland, är en nyzeeländsk före detta fotbollsspelare.

## Klubbkarriär
Clapham spelade flera säsonger collegefotboll i USA innan han 2009 flyttade till Australien för spel i Dandenong Thunder SC och senare samma år bytte han till Canterbury United FC i den nyzeeländska proffsligan NZFC.

## Landslagskarriär
Clapham har spelat för Nya Zeelands U-20-landslag. Han blev överraskande uttagen till Nya Zeelands VM-trupp 2010, trots att han inte hade spelat en enda match för landslaget inför VM.